# Ain-Diab Circuit
Az Ain-Diab Circuit egy versenypálya Marokkóban. 1958. október 19-én Formula–1-es versenyt rendezett.
Máig ez az egyetlen marokkói nagydíj.

## Története

### 1957
1957-ben már rendeztek itt egy versenyt, ám ez nem számított bele a végeredménybe. Ezt egyébként a francia Jean Behra nyerte Stuart Lewis-Evans és Maurice Trintignant előtt.

### 1958
Az időmérőt Mike Hawthorn nyerte 0,1 másodperc előnnyel Stirling Moss és 0,6 másodperccel Stuart Lewis-Evans előtt. A leglassabb André Guelfi volt, aki maga is marokkói állampolgár volt, 45,9 másodperccel volt lassabb Hawthornnál. Vasárnap már inkább Moss napja volt, hiszen 1:24.700 másodperccel hamarabb ért célba, mint Hawthorn. A harmadik Phil Hill lett. Stuart Lewis-Evans ezen a versenyen szenvedett halálos balesetet.